# Volkskünstler Russlands

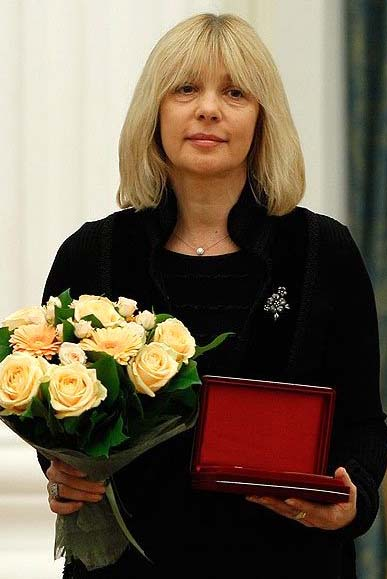
Wera Glagolewa bei ihrer Ehrung als Volkskünstlerin Russlands 2011

Volkskünstler Russlands (offiziell Volkskünstler der Russischen Föderation; russisch Народный артист Российской Федерации) ist ein Ehrentitel, der vom russischen Staat an Einzelpersonen für besondere Verdienste in einem der Bereiche der Darstellenden Kunst verliehen wird.
Der Ehrentitel existiert seit Dezember 1995, als er per Präsidialerlass offiziell eingeführt wurde. Die gegenwärtige gesetzliche Grundlage für die Verleihung des Titels bildet der Erlass von 1995 sowie ein weiterer Erlass vom September 2010, der das russische System von staatlichen Ehrentiteln und Auszeichnungen in der aktuellen Fassung festschreibt. In der Darstellenden Kunst (darunter Musik, Theater, Ballett, Kinematografie u. a.) gilt „Volkskünstler Russlands“ gemäß diesem System als die höchste nationale Auszeichnung. Sie ist somit analog zu den in der Sowjetunion bis 1991 vergebenen Titeln des Volkskünstlers der Russischen SFSR bzw. des Volkskünstlers der UdSSR zu sehen.

## Verleihung
Gemäß dem Erlass von 1995 wird der Ehrentitel „Volkskünstler Russlands“ nur an Künstler verliehen, die bereits den in der russischen Auszeichnungshierarchie niedriger platzierten Ehrentitel „Verdienter Künstler Russlands“ innehaben, und zwar frühestens fünf Jahre nach der Verleihung des letzteren. Die Verleihung erfolgt per gesondertem Präsidialerlass und tritt in der Regel jeweils am 25. März eines Kalenderjahres in Kraft, am sogenannten Ehrentag des Kulturarbeiters Russlands, der jährlich an diesem Datum begangen wird. Von 1996 bis heute erhielten jedes Jahr jeweils mehrere Dutzend Kulturschaffende den Titel.